# LMC195-1
LMC195-1 är en Wolf-Rayet-stjärna belägen i Stora magellanska molnet (LMC) i södra delen av stjärnbilden Svärdfisken. Den har en skenbar magnitud av ca 15,15 och kräver ett kraftfullt teleskop för att kunna observeras. Baserat på parallax enligt Gaia Data Release 2 på ca -0,1063 mas beräknas den befinna sig på ett avstånd av ca 160000 ljusår (ca 49000 parsec) från solen.

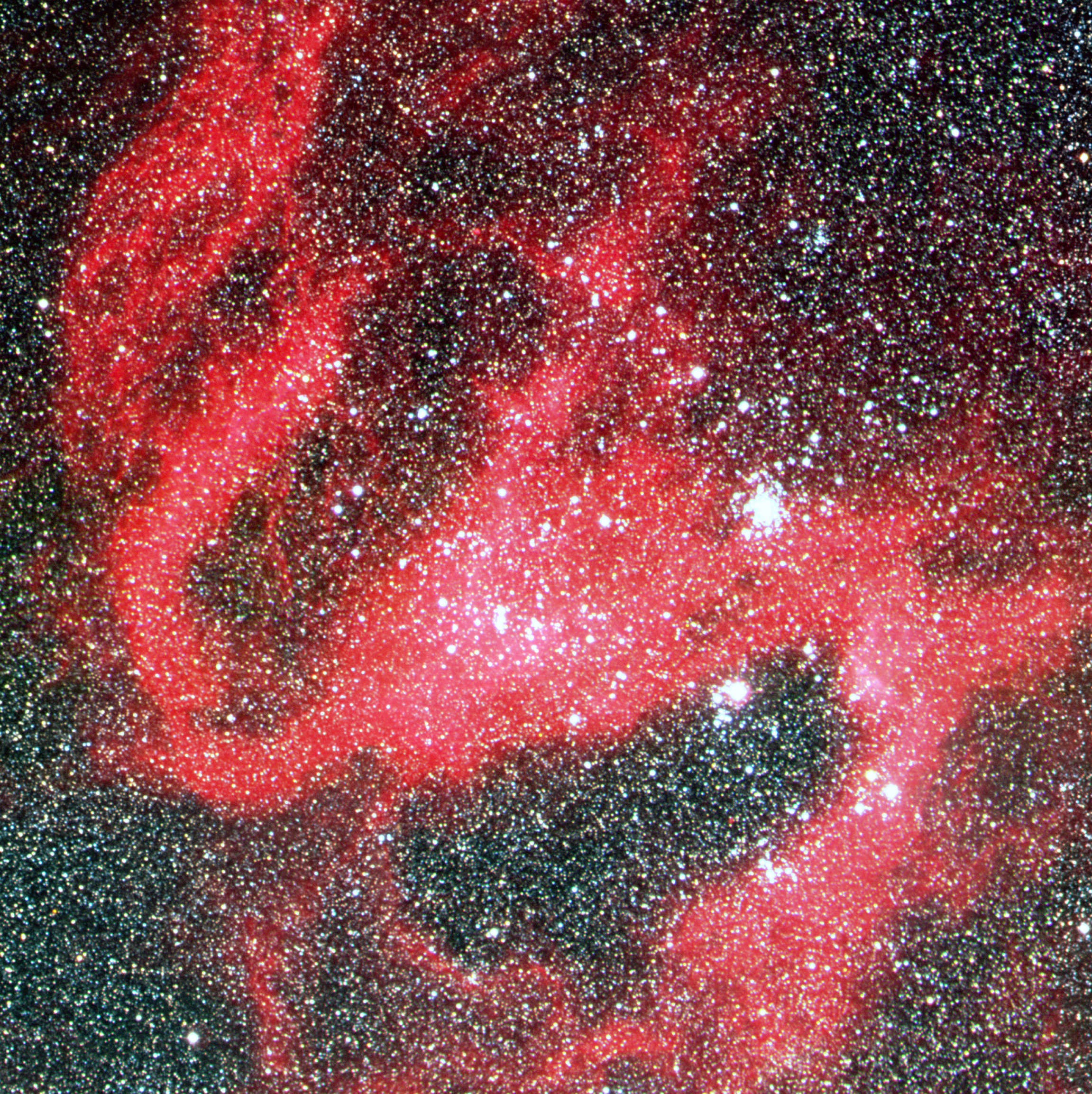
N119 H_{II}-regionen. LMC195-1 och LH 41-1042 är båda i den centrala kärnan av det täta klustret till höger om mitten. Foto: ESO

## Observation
Stjärnan observerades första gången i en undersökning 2013 av de magellanska molnen med 1-meters Swopeteleskopet vid Las Campanas-observatoriet i Chile. Undersökningen var avsedd att identifiera tänkbara Wolf-Rayet-stjärnor genom att ta bilder genom smalbandsfilter centrerade på 465,0 nm CIII och 468,6 nm HeII spektrallinjerna tillsammans med ett kontinuumfilter vid 475,0 nm. Digital subtraktion av de separata bilderna användes för att markera stjärnor med särskilt stark emission vid en eller båda av de indikativa spektrallinjerna.
Den första undersökningen av Stora Magellanska molnet i oktober 2013 identifierade åtta tidigare okända kandidatobjekt, av vilka fem senare bekräftades vara Wolf Rayet-stjärnor. LMC195-1 är belägen i den rika stjärnföreningen LH-41 (NGC 1910) som innehåller den ljusstarka blå variabeln S Doradus samt en annan WO-stjärna LH 41-1042. De två WO-stjärnorna ligger bara 9 bågsekunder från varandra. WO-stjärnor klassificeras på basis av OVI-emission vid 381,1-383,4 nm, vilket är svagt eller saknas i andra Wolf–Rayet-stjärnor. WO2-underklassen definieras som att ha förhållandet mellan OVI- och OV-emissionsstyrka mellan fyra och 12,5. Högre värden skulle ange WO1, medan lägre värden skulle vara WO3 eller WO4. För den nya stjärnan var förhållandet mellan dessa linjestyrkor 4,5.

## Egenskaper
LMC195-1 är en blå stjärna av spektralklass WO2. Den har en radie av ca 1,4 solradie och utsänder energi från dess fotosfär motsvarande ca 257 000 gånger solen vid en effektiv temperatur av ca 111 000 K. Det är en mycket sällsynt medlem av WO-syresekvensen och som WO2 den hetaste kända i LMC. Det är sannolikt en av de hetaste stjärnorna som är kända.